# Simon Atallah
Simon Atallah OAM (* 10. Januar 1937 in Hemayri) ist ein libanesischer Geistlicher und emeritierter maronitischer Bischof von Baalbek-Deir El-Ahmar.

## Leben
Simon Atallah trat der Ordensgemeinschaft der Maronitischen Antonianer bei und empfing am 8. Dezember 1963 die Priesterweihe. Das Ordenskapitel wählte ihn 1999 zum Generaloberen der Maronitischen Antonianer. Die Synode der maronitischen Kirche wählte ihn am 24. September 2005 zum Bischof von Baalbek-Deir El-Ahmar. Papst Benedikt XVI. bestätigte diese Wahl am 28. Dezember 2005.
Die Bischofsweihe spendete ihm der Maronitische Patriarch von Antiochien und des ganzen Orients, Nasrallah Boutros Kardinal Sfeir, am 11. Februar des nächsten Jahres; Mitkonsekratoren waren Roland Aboujaoudé, Weihbischof in Antiochien, und Tanios El Khoury, Altbischof von Sidon.
Er übte sein Amt bis 2015 aus. Die vom 10. bis 14. März 2015 tagende Synode der maronitischen Bischöfe wählte Hanna Rahmé OLM zu seinem Nachfolger. Papst Franziskus stimmte der Wahl am 20. Juni 2015 zu.